# 18670 Shantanugaur
18670 Shantanugaur è un asteroide della fascia principale. Scoperto nel 1998, presenta un'orbita caratterizzata da un semiasse maggiore pari a 3,1112446 UA e da un'eccentricità di 0,1339549, inclinata di 1,21308° rispetto all'eclittica.